# 中璽國際
中璽國際控股有限公司，簡稱中璽國際控股（港交所編號0264）是一家在香港交易所上市的公司，主要設計、生產及出口皮革產品。
前身為「卓高國際集團有限公司」。
2019年10月18日，中璽國際公布，董事會建議更改公司的名稱由「Ascent International Holdings Limited」改為「China International Development Corporation Limited」，而中文名稱則由「中璽國際控股有限公司」改為「中聯發展控股集團有限公司」。